# 杏しのぶ
杏 しのぶ （きょう しのぶ）は、日本の演歌歌手。山形県米沢市出身。殿さまキングスのリーダーだった長田あつしと音楽デュオのオヨネーズを組んでいた。

## 来歴
1968年に上京。作曲家・遠藤実の門下生になる。1972年「蛍の街灯り」でデビュー。ソロ歌手として活動していたが、1989年に長田あつしとオヨネーズを結成。リリースしたデュエット「麦畑」は、東北弁でコミカルに歌い上げ、大ヒットした。
2014年に長田あつしが亡くなった後もオヨネーズの元メンバーとして、テレビやラジオ、ショーなどで活躍している。

## 代表曲 (オヨネーズとして)
- 麦畑
- 小麦ちゃん〜それからの麦畑〜
- 憧れのハワイ空路

など